# Campeonato Amazonense 2021
El Campeonato Amazonense de Fútbol 2021 fue la 106.ª edición de la primera división de fútbol del estado de Amazonas. El torneo fue organizado por la Federação Amazonense de Futebol (FAF). El torneo comenzó el 6 de marzo y finalizó el 22 de mayo. El ganador fue el Manaus, que venció en la final a São Raimundo al igualar 4 a 4 en el global pero ganando la llave por lograr un mejor puntaje en la primera fase, este fue su cuarto título estadual.

## Sistema de juego
Al no haber descensos en la temporada 2020, a los ocho equipos participantes de la temporada anterior se les suman dos equipos provenientes del ascenso, haciendo así diez equipos en total. Sin embargo, Fast Clube decidió no participar en esta ocasión por presentar problemas económicos.

### Primera fase
Los 9 equipos se enfrentan en modalidad de todos contra todos a una sola rueda. Culminadas las nueve fechas, los ocho primeros puestos acceden a los cuartos de final.

### Segunda fase
- Cuartos de final: Los enfrentamientos se emparejan con respecto al puntaje de la primera fase, de la siguiente forma:
  - 1.º vs. 8.º
  - 2.º vs. 7.º
  - 3.º vs. 6.º
  - 4.º vs. 5.º

- Semifinales: Los enfrentamientos de las semifinales se jugarán de la siguiente forma:
  - (1.º vs. 8.º) vs. (4.º vs. 5.º)
  - (2.º vs. 7.º) vs. (3.º vs. 6.º)

- Final: Los dos ganadores de las semifinales disputan la final.

- Nota 1: Tanto cuartos de final, semifinales como la final se juegan en partidos de ida y vuelta, comenzando la llave como local el equipo con menor puntaje en la primera fase.
- Nota 2: En caso de empate en puntos y diferencia de goles en cualquier llave, será ganador el equipo con mayor puntaje en la primera fase. No se consideran los goles de visita.

### Descensos
Por segundo año consecutivo se anularon los descensos, aplicándose también al Fast Clube, quien no participa por problemas económicos.

### Tabla final
La tabla de posiciones final se basa en el puntaje acumulado por los clubes en la primera y en la segunda fase, sirviendo para definir los cupos a los distintos torneos nacionales y regionales. Al campeón se le asignará la primera posición, al subcampeón la segunda posición y del tercer al noveno lugar se les asignará a los equipos eliminados desde semifinales hacia rondas anteriores, ordenándoseles según su puntaje hecho en la primera fase.

### Clasificaciones
- Copa de Brasil 2022: Clasifican los dos finalistas del campeonato.
- Copa Verde 2022: Clasifican los dos finalistas del campeonato.
- Serie D 2022: Clasifican los dos mejores equipos que no disputan ni la Serie A, Serie B o Serie C (Manaus).

## Equipos participantes
| Equipo               | Ciudad      | Estadio           | Capacidad | Posición 2020      | Títulos (último) |
| -------------------- | ----------- | ----------------- | --------- | ------------------ | ---------------- |
| Amazonas             | Manaus      | Colina            | 10 000    | 5.º                | 0                |
| Clipper              | Manaus      | Carlos Zamith     | 5000      | 1.º (2.ª división) | 0                |
| Iranduba             | Iranduba    | Arena da Amazônia | 44 000    | 7.º                | 0                |
| JC                   | Itacoatiara | Floro de Mendonça | 5000      | 2.º (2.ª división) | 0                |
| Manaus               | Manaus      | Arena da Amazônia | 44 000    | 2.º                | 3 (2019)         |
| Nacional             | Manaus      | Arena da Amazônia | 44 000    | 6.º                | 43 (2015)        |
| Penarol              | Itacoatiara | Floro de Mendonça | 5000      | Campeón            | 3 (2020)         |
| Princesa do Solimões | Manacapuru  | Gilbertão         | 8000      | No disputó         | 1 (2013)         |
| São Raimundo         | Manaus      | Colina            | 10 000    | 4.º                | 7 (2006)         |

| Crecimiento | Equipos provenientes de la Segunda División Amazonense 2020. |

## Primera fase

### Tabla de posiciones
| Pos. | Equipo               | Pts. | PJ | G | E | P | GF | GC | Dif. | Clasificación |
| ---- | -------------------- | ---- | -- | - | - | - | -- | -- | ---- | ------------- |
| 1    | Manaus               | 17   | 8  | 5 | 2 | 1 | 12 | 4  | +8   | Fase final.   |
| 2    | Amazonas             | 15   | 8  | 4 | 3 | 1 | 16 | 13 | +3   | Fase final.   |
| 3    | Princesa do Solimões | 14   | 8  | 3 | 5 | 0 | 12 | 6  | +6   | Fase final.   |
| 4    | Nacional             | 11   | 8  | 3 | 2 | 3 | 16 | 10 | +6   | Fase final.   |
| 5    | Clipper              | 11   | 8  | 3 | 2 | 3 | 16 | 11 | +5   | Fase final.   |
| 6    | Penarol              | 10   | 8  | 3 | 1 | 4 | 9  | 8  | +1   | Fase final.   |
| 7    | São Raimundo         | 10   | 8  | 2 | 4 | 2 | 16 | 14 | +2   | Fase final.   |
| 8    | JC                   | 8    | 8  | 2 | 2 | 4 | 10 | 16 | −6   | Fase final.   |
| 9    | Iranduba             | 1    | 8  | 0 | 1 | 7 | 7  | 32 | −25  |               |

Actualizado a los partidos jugados el 17 de abril de 2021.
 Fuente: 
Criterios de clasificación: 1) Puntos; 2) Partidos ganados; 3) Diferencia de gol; 4) Goles anotados; 5) Enfrentamiento directo entre los equipos en cuestión; 6) Sorteo.

### Fixture
- La hora de cada encuentro corresponde al huso horario correspondiente al Estado de Amazonas (UTC-4).

| Manaus               | 3 - 1   | JC           | Arena da Amazônia | 6 de marzo | 15:30   |         |
| Penarol              | 3 - 0   | Iranduba     | Floro de Mendonça | 7 de marzo | 15:00   |         |
| Nacional             | 3 - 2   | São Raimundo | Colina            | 7 de marzo | 15:30   |         |
| Princesa do Solimões | 1 - 1   | Amazonas     | Gilbertão         | 9 de marzo | 15:30   |         |
| Equipo Libre:        | Clipper | Clipper      | Clipper           | Clipper    | Clipper | Clipper |

| Nacional             | 7 - 0    | Iranduba     | Colina            | 11 de marzo | 20:30    |          |
| Manaus               | 1 - 0    | Clipper      | Colina            | 12 de marzo | 16:00    |          |
| JC                   | 2 - 2    | São Raimundo | Floro de Mendonça | 13 de marzo | 15:00    |          |
| Princesa do Solimões | 1 - 1    | Penarol      | Gilbertão         | 14 de marzo | 15:30    |          |
| Equipo Libre:        | Amazonas | Amazonas     | Amazonas          | Amazonas    | Amazonas | Amazonas |

| Amazonas      | 2 - 2        | Nacional             | Arena da Amazônia | 17 de marzo  | 20:30        |              |
| Iranduba      | 1 - 3        | Princesa do Solimões | Colina            | 19 de marzo  | 16:00        |              |
| Clipper       | 1 - 1        | JC                   | Arena da Amazônia | 20 de marzo  | 16:00        |              |
| Penarol       | 1 - 2        | Manaus               | Floro de Mendonça | 22 de marzo  | 15:00        |              |
| Equipo Libre: | São Raimundo | São Raimundo         | São Raimundo      | São Raimundo | São Raimundo | São Raimundo |

| Clipper       | 1 - 0 | Nacional             | Colina            | 24 de marzo | 15:30 |    |
| São Raimundo  | 1 - 1 | Princesa do Solimões | Arena da Amazônia | 24 de marzo | 20:30 |    |
| Amazonas      | 1 - 0 | Penarol              | Arena da Amazônia | 25 de marzo | 18:30 |    |
| Iranduba      | 0 - 0 | Manaus               | Colina            | 14 de abril | 20:35 |    |
| Equipo Libre: | JC    | JC                   | JC                | JC          | JC    | JC |

| Clipper       | 1 - 1    | São Raimundo         | Arena da Amazônia | 27 de marzo | 16:00    |          |
| JC            | 0 - 3    | Amazonas             | Floro de Mendonça | 28 de marzo | 15:00    |          |
| Penarol       | 2 - 1    | Nacional             | Floro de Mendonça | 29 de marzo | 15:00    |          |
| Manaus        | 0 - 0    | Princesa do Solimões | Colina            | 17 de abril | 16:05    |          |
| Equipo Libre: | Iranduba | Iranduba             | Iranduba          | Iranduba    | Iranduba | Iranduba |

| Clipper              | 2 - 4   | Amazonas     | Carlos Zamith     | 31 de marzo | 15:30   |         |
| Manaus               | 2 - 1   | São Raimundo | Arena da Amazônia | 31 de marzo | 20:30   |         |
| Iranduba             | 2 - 3   | JC           | Colina            | 1 de abril  | 15:30   |         |
| Princesa do Solimões | 1 - 1   | Nacional     | Gilbertão         | 1 de abril  | 15:30   |         |
| Equipo Libre:        | Penarol | Penarol      | Penarol           | Penarol     | Penarol | Penarol |

| Amazonas      | 0 - 4    | Manaus               | Arena da Amazônia | 3 de abril | 16:00    |          |
| Penarol       | 0 - 1    | Clipper              | Floro de Mendonça | 4 de abril | 15:00    |          |
| São Raimundo  | 4 - 1    | Iranduba             | Carlos Zamith     | 4 de abril | 15:30    |          |
| JC            | 1 - 3    | Princesa do Solimões | Floro de Mendonça | 5 de abril | 15:00    |          |
| Equipo Libre: | Nacional | Nacional             | Nacional          | Nacional   | Nacional | Nacional |

| Iranduba      | 2 - 10               | Clipper              | Colina               | 7 de abril           | 16:00                |                      |
| São Raimundo  | 3 - 3                | Amazonas             | Arena da Amazônia    | 7 de abril           | 20:35                |                      |
| JC            | 0 - 1                | Penarol              | Floro de Mendonça    | 8 de abril           | 15:00                |                      |
| Nacional      | 1 - 0                | Manaus               | Carlos Zamith        | 11 de abril          | 15:30                |                      |
| Equipo Libre: | Princesa do Solimões | Princesa do Solimões | Princesa do Solimões | Princesa do Solimões | Princesa do Solimões | Princesa do Solimões |

| Princesa do Solimões | 2 - 0  | Clipper  | Gilbertão         | 10 de abril | 15:30  |        |
| Amazonas             | 2 - 1  | Iranduba | Arena da Amazônia | 10 de abril | 16:05  |        |
| São Raimundo         | 2 - 1  | Penarol  | Colina            | 11 de abril | 18:00  |        |
| Nacional             | 1 - 2  | JC       | Carlos Zamith     | 14 de abril | 15:30  |        |
| Equipo Libre:        | Manaus | Manaus   | Manaus            | Manaus      | Manaus | Manaus |

## Fase final

#### Cuadro de desarrollo
|  | Cuartos de final  | Cuartos de final     | Cuartos de final  | Cuartos de final  | Cuartos de final  |   |   | Semifinales          | Semifinales    | Semifinales    | Semifinales    | Semifinales    |  |   | Final           | Final           | Final           | Final           | Final           |  |
|  | 21 al 27 de abril | 21 al 27 de abril    | 21 al 27 de abril | 21 al 27 de abril | 21 al 27 de abril |   |   | 1 al 9 de mayo       | 1 al 9 de mayo | 1 al 9 de mayo | 1 al 9 de mayo | 1 al 9 de mayo |  |   | 15 y 22 de mayo | 15 y 22 de mayo | 15 y 22 de mayo | 15 y 22 de mayo | 15 y 22 de mayo |  |
|  |                   |                      |                   |                   |                   |   |   |                      |                |                |                |                |  |   |                 |                 |                 |                 |                 |  |
|  |                   |                      |                   |                   |                   |   |   |                      |                |                |                |                |  |   |                 |                 |                 |                 |                 |  |
|  | 1                 | Manaus               | 2                 | 5                 | 7                 |   |   |                      |                |                |                |                |  |   |                 |                 |                 |                 |                 |  |
|  | 1                 | Manaus               | 2                 | 5                 | 7                 |   |   |                      |                |                |                |                |  |   |                 |                 |                 |                 |                 |  |
|  | 8                 | JC                   | 0                 | 1                 | 1                 |   |   |                      |                |                |                |                |  |   |                 |                 |                 |                 |                 |  |
|  | 8                 | JC                   | 0                 | 1                 | 1                 |   | 1 | Manaus               | 3              | 3              | 6              |                |  |   |                 |                 |                 |                 |                 |  |
|  |                   |                      |                   |                   |                   |   | 1 | Manaus               | 3              | 3              | 6              |                |  |   |                 |                 |                 |                 |                 |  |
|  |                   |                      | 4                 | Nacional          | 0                 | 1 | 1 |                      |                |                |                |                |  |   |                 |                 |                 |                 |                 |  |
|  | 4                 | Nacional             | 4                 | Nacional          | 0                 | 1 | 1 | 0                    | 1              | 1              |                |                |  |   |                 |                 |                 |                 |                 |  |
|  | 4                 | Nacional             |                   |                   |                   |   |   |                      |                | 1              |                |                |  |   |                 |                 |                 |                 |                 |  |
|  | 5                 | Clipper              | 0                 | 1                 | 1                 |   |   |                      |                |                |                |                |  |   |                 |                 |                 |                 |                 |  |
|  | 5                 | Clipper              | 0                 | 1                 | 1                 |   |   |                      |                |                |                |                |  | 1 | Manaus          | 1               | 3               | 4               |                 |  |
|  |                   |                      |                   |                   |                   |   |   |                      |                |                |                |                |  | 1 | Manaus          | 1               | 3               | 4               |                 |  |
|  |                   |                      | 7                 | São Raimundo      | 2                 | 2 | 4 |                      |                |                |                |                |  |   |                 |                 |                 |                 |                 |  |
|  | 3                 | Princesa do Solimões | 7                 | São Raimundo      | 2                 | 2 | 4 | 2                    | 1              | 3              |                |                |  |   |                 |                 |                 |                 |                 |  |
|  | 3                 | Princesa do Solimões |                   |                   |                   |   |   |                      |                | 3              |                |                |  |   |                 |                 |                 |                 |                 |  |
|  | 6                 | Penarol              | 1                 | 1                 | 2                 |   |   |                      |                |                |                |                |  |   |                 |                 |                 |                 |                 |  |
|  | 6                 | Penarol              | 1                 | 1                 | 2                 |   | 3 | Princesa do Solimões | 2              | 3              | 5              |                |  |   |                 |                 |                 |                 |                 |  |
|  |                   |                      |                   |                   |                   |   | 3 | Princesa do Solimões | 2              | 3              | 5              |                |  |   |                 |                 |                 |                 |                 |  |
|  |                   |                      | 7                 | São Raimundo      | 5                 | 2 | 7 |                      |                |                |                |                |  |   |                 |                 |                 |                 |                 |  |
|  | 2                 | Amazonas             | 7                 | São Raimundo      | 5                 | 2 | 7 | 2                    | 1              | 3              |                |                |  |   |                 |                 |                 |                 |                 |  |
|  | 2                 | Amazonas             |                   |                   |                   |   |   |                      |                | 3              |                |                |  |   |                 |                 |                 |                 |                 |  |
|  | 7                 | São Raimundo         | 1                 | 3                 | 4                 |   |   |                      |                |                |                |                |  |   |                 |                 |                 |                 |                 |  |
|  | 7                 | São Raimundo         | 1                 | 3                 | 4                 |   |   |                      |                |                |                |                |  |   |                 |                 |                 |                 |                 |  |
|  |                   |                      |                   |                   |                   |   |   |                      |                |                |                |                |  |   |                 |                 |                 |                 |                 |  |

Nota: El equipo que ocupa la primera línea es el que define la serie como local.
| Bandera del estado de Amazonas |
| Campeón                        |
| Manaus 4to título              |

## Clasificación final
| Pos. | Equipo               | Pts. | PJ | G  | E | P | GF | GC | Dif. | Clasificación                                        |
| ---- | -------------------- | ---- | -- | -- | - | - | -- | -- | ---- | ---------------------------------------------------- |
| 1.°  | Manaus (C)           | 32   | 14 | 10 | 2 | 2 | 29 | 10 | +19  | Copa de Brasil 2022 y Copa Verde 2022.               |
| 2.°  | São Raimundo         | 19   | 14 | 5  | 4 | 5 | 31 | 26 | +5   | Copa de Brasil 2022, Copa Verde 2022 y Serie D 2022. |
| 3.°  | Amazonas             | 18   | 10 | 5  | 3 | 2 | 19 | 17 | +2   | Serie D 2022.                                        |
| 4.°  | Princesa do Solimões | 21   | 12 | 5  | 6 | 1 | 20 | 15 | +5   |                                                      |
| 5.°  | Nacional             | 13   | 12 | 3  | 4 | 5 | 18 | 17 | +1   |                                                      |
| 6.°  | Clipper              | 13   | 10 | 3  | 4 | 3 | 17 | 12 | +5   |                                                      |
| 7.°  | Penarol              | 11   | 10 | 3  | 2 | 5 | 11 | 11 | 0    |                                                      |
| 8.°  | JC                   | 8    | 10 | 2  | 2 | 6 | 11 | 23 | −12  |                                                      |
| 9.°  | Iranduba             | 1    | 8  | 0  | 1 | 7 | 7  | 32 | −25  |                                                      |

Reglas de clasificación: 1) Puntos; 2) Partidos ganados; 3) Diferencia de gol; 4) Goles anotados; 5) Enfrentamiento directo entre los equipos en cuestión; 6) Sorteo.

Nota 1: A los equipos del tercer al octavo lugar se les ordenó según su clasificación en la primera fase, independientemente si algún equipo llegó a una ronda posterior que otro, esto según las reglas del torneo.

Nota 2: Uno de los cupos de clasificación para la Serie D 2022 pasó a manos de Amazonas FC, debido a que Manaus disputó la Serie C en 2021.